# 留守顕宗
留守 顕宗（るす あきむね）は、戦国時代から安土桃山時代にかけての武将。留守氏17代当主。陸奥国宮城郡岩切城主。官位は従五位下・相模守。

## 生涯
永正16年（1519年）、留守氏16代当主・留守景宗の嫡男として誕生。
天文23年（1554年）、父の死去により家督を継いで当主となる。留守氏は天文の乱において伊達晴宗方の主力として戦ったが、顕宗は晴宗と対立し、弘治2年（1556年）に晴宗の支援を受けた留守氏一族・村岡常継の攻撃を受ける。この時は常継の妹を側室に迎えて講和を成立させたが、以後も晴宗からの圧迫は止まず、これに同調した留守氏家臣団の一部の圧力を受け、永禄10年（1567年）には晴宗の三男・政景に家督を譲ることを強いられた。その際に常継の妹との間に生まれた実子・宗綱は神楯城主・高城周防守の養子として送り出され、顕宗は南宮館に隠退した。
天正14年（1586年）7月17日死去。享年68。

## 系譜
- 父：留守景宗（1492-1554）
- 母：留守郡宗の娘
- 正室：黒川治部大輔の娘
- 側室：村岡常春の娘
  - 男子：高城宗綱 - 高城周防守養子
- 養子
  - 男子：留守政景（1549-1607） - 伊達晴宗の三男

```
　　　　　　　　　　　　　　　　　　　　　　　┏村岡常継
　　　　　　　　　　　　　　　　　村岡常春━━┫
　　　　　　　　　　　　　　　　　　　　　　　┗━女子
　　　　　┏留守郡宗━━━━━━━━━女子　　　　┣━━━━高城宗綱
伊達持宗━┫　　　　　　　　　　　　　┣━━━━留守顕宗
　　　　　┃　　　　　　　　　　　┏留守景宗
　　　　　┗伊達成宗━━伊達尚宗━┫
　　　　　　　　　　　　　　　　　┗伊達稙宗━━伊達晴宗━━留守政景

```